# Halaelurus maculosus
Halaelurus maculosus är en hajart som beskrevs av White, Last och Stevens 2007. Halaelurus maculosus ingår i släktet Halaelurus och familjen rödhajar. IUCN kategoriserar arten globalt som livskraftig. Inga underarter finns listade i Catalogue of Life.